# Noa Jacobus
Noa Jacobus (Alphen aan den Rijn, 22 maart 2004) is een Nederlands actrice. Ze is voornamelijk bekend dankzij haar rol als Nola Sanders in RTL 4 soap Goede tijden, slechte tijden.

## Biografie
Noa Jacobus studeert aan de Dutch Academy of Performing Arts in Den Haag. In 2022 speelde ze de hoofdrol in de NPO Zapp-miniserie Oorlog-stories. In deze miniserie vertolkte Jacobus de rol van Antje, een tienermeisje dat in de jaren 40 van de vorige eeuw ontdekte dat haar vader bij de NSB zit. In datzelfde jaar maakte Jacobus haar entree in RTL 4-soap Goede tijden, slechte tijden als het personage Nola Sanders. Ondanks dat Jacobus zelf al volwassenen is, moest ze een 12-jarige spelen in de soap. Voorheen werd de rol ingevuld door kindacteurs, maar door de aanstelling van Jacobus maakte het personage een tijdsprong.

## Televisie
- 2022: Oorlog-stories, als Antje
- 2022-heden: Goede tijden, slechte tijden, als Nola Sanders
- 2023: Broodje Aap, als Robin